# Cantone di Audenge
Il Cantone di Audenge era una divisione amministrativa dell'Arrondissement di Arcachon.
A seguito della riforma approvata con decreto del 20 febbraio 2014, che ha avuto attuazione dopo le elezioni dipartimentali del 2015, è stato soppresso.

## Composizione
Comprendeva i comuni di:
- Andernos-les-Bains
- Arès
- Audenge
- Biganos
- Lanton
- Lège-Cap-Ferret
- Marcheprime
- Mios